# Туркменский национальный молодёжный театр имени Алп Арслана
Национальный драматический театр Туркменистана имени Алп Арслана (туркм. Alp Arslan adyndaky milli Ýaşlar teatry) — театр в Ашхабаде.

## История
В 2015 году Национальный молодежный театр Туркменистана имени Алп Арслана был переименован в Национальный драматический театр Туркменистана имени Алп Арслана.

## Здание театра
В прошлом театр ютился в ветхом здании бывшего кинотеатра. С 2006 года театр находится южной части Ашхабада. Здание построено турецкой компанией «ГАП Иншаат» и торжественно открыто 21 октября 2006 года. Площадь четырёхэтажного здания 9 тысяч квадратных метров. Стены театра облицованы итальянским мрамором, фасад украшают высокие колонны и витражи. Помимо парадной лестницы из красного гранита, в здании есть четыре лифта. В театре две вращающиеся сцены с залами на 800 и 200 мест. Площадь главной сценической площадки — более 400 квадратных метров. На площади перед театром установлен памятник туркменскому правителю и просветителю Алп Арслану. На прилегающей к театру территории в более 1,5 га разбит сквер. Стоимость здания — 17$ млн..